# 杉田俊也
杉田 俊也（すぎた としや、1923年9月11日 - 没年不明）は、日本の俳優、男性声優。広島県出身。

## 略歴
1946年、広島県にて劇団八月座を設立。1948年、八月座と青春座の合同により広島芸術劇場が設立。広島芸術劇場解散後、劇団トランク座の結成に参加。
1952年、劇団泉座の設立に参加。その後、劇団仲間、劇団同人会、劇団新制作座、三の会、PTCを経て、東京俳優生活協同組合の創立に参加。
没年は明確ではないが、伊藤栄次は2013年に「20数年前」に亡くなったと述べている。

## 人物
声種はバリトン。
特技は広島弁。趣味は旅行、釣り。

## 後任
杉田の死後に持ち役を引き継いだのは以下のとおり。
| 代役・後任 | 役名                                           | 作品                              | 代役・後任の初出演             |
| ---------- | ---------------------------------------------- | --------------------------------- | ------------------------------ |
| 石森達幸   | ガント                                         | 『スパイ大作戦 毒には毒をもて！』 | 追加吹替部分                   |
| 稲葉実     | ジョージ・クレイマー刑事（ブルース・カービー） | 『刑事コロンボ』                  | 「さらば提督」追加吹替部分     |
| 大山高男   | ジョージ・クレイマー刑事（ブルース・カービー） | 『刑事コロンボ』                  | 「完全犯罪の誤算」             |
| 田久保修平 | ジョージ・クレイマー刑事（ブルース・カービー） | 『刑事コロンボ』                  | 「完全犯罪の誤算」追加吹替部分 |

## 出演作品

### テレビドラマ
- あすをつげる鐘 野口英世伝（1959年、NHK）
- ダイヤル110番 第117話「分け前」（1959年）
- 事件記者（NHK） 
  - 第44話「クモの目」（1959年）
  - 第196話「昼強奪事件」（1961年）
  - 第273話「瓦礫の街」（1962年）
  - 第346話「自首」（1964年）
- NHKテレビ劇場「川を渡る風」（1960年） - 利吉
- シャープ火曜劇場「かあちゃん」（1962年、フジテレビ）
- チャンピオン太（1962年、フジテレビ） - 陳東礼
- 女と刀 第26話（1967年、TBS）
- NHK劇場 愛のシリーズ（NHK）
  - 三国屋おなみ（1967年）
  - マイ・ポンコツ車（1967年）
- 剣 第19話「くノ一三度笠」（1967年） - 竹内
- 風来坊 第1話「頼りになる舎弟だぜ」（1968年、フジテレビ） - 石神井の藤造
- 戦え! マイティジャック（1968年）
- 大忠臣蔵（1971年、テレビ東京） - 宿の亭主
- 大河ドラマ（NHK）
  - 春の坂道（1971年） - 近藤源左衛門
  - 新・平家物語（1972年） - 堤権守
  - 元禄太平記（1975年） - 三枝
- 家光が行く 第13話「大江戸日本晴れ」（1972年、日本テレビ） - 美濃屋多左ヱ門
- ウルトラマンA（1973年、TBS） - スチール星人の声
- まごころ 第8話（1973年、TBS）
- 木曽街道いそぎ旅 第5話「メダカの一人旅」（1973年、フジテレビ） - 吉五郎
- サンダーマスク（1973年、日本テレビ） - 雁金博士
- おんな浮世絵・紅之介参る!（1974年、日本テレビ）
- 新五捕物帳 第40話「情けに消えた女」（1977年、日本テレビ） - 豊後屋・主人
- ふしぎ犬トントン 第23話「ひとりと一匹 春の海」（1979年） - 老犬ナミの声

### 映画
- とべない沈黙（1966年） - 刑事C
- 故郷（1972年、松竹）
- 戦争を知らない子供たち（1973年） - 飯島教頭
- 不毛地帯（1976年、東宝） - 三島拓也幹事長

### テレビアニメ
- 鉄腕アトム (アニメ第1作)（1963年） - ラジャ博士、学者バスコダガバガバ
- 巨人の星（1968年 - 1969年） - 飛雄馬の主治医[要出典]
- 海底少年マリン（1969年） - リュウイン
- アニメンタリー 決断（1971年） - 杉浦英吉[要出典]
- アストロガンガー（1972年） - 老人 / ブラスター80
- 科学忍者隊ガッチャマン（1972年） - 三輪博士
- 赤胴鈴之助（1973年）
- エースをねらえ!（1973年）
- 荒野の少年イサム（1973年）
- 侍ジャイアンツ（1973年） - 西本幸雄
- 母をたずねて三千里（1976年） - 船長、ホルヘ
- UFO戦士ダイアポロン（1976年） - ダザーン総統[10]
- あらいぐまラスカル（1977年） - ハリス
- 家なき子（1977年） - 警察署長
- シートン動物記 くまの子ジャッキー（1977年） - 長老
- 女王陛下のプティアンジェ（1978年） - ジョー
- 闘将ダイモス（1979年） - 委員A
- 未来ロボ ダルタニアス（1979年 - 1980年） - アール博士[11]
- ムーの白鯨（1980年） - ラ・ムー[12]
- まんが 水戸黄門（1981年 - 1982年） - 水戸黄門
- 最強ロボ ダイオージャ（1981年） - ドプル
- ヤットデタマン（1981年） - ダルマ
- 名犬ジョリィ（1981年） - 村の老人

### 吹き替え

#### 映画
- アラモ（ニール大佐）※NET版
- 赤い河（メルヴィル〈ハリー・ケリー〉）
- 赤い暗闇（アンガス・マクレガー〈アーサー・ケネディ〉）
- 暗黒の恐怖（コチャック〈ルイス・チャールズ〉）
- アルカトラズからの脱出（ドク〈ロバーツ・ブロッサム〉）
- イージー・ライダー
- 大いなる男たち ※TBS版
- カサブランカ（シュトラッサー少佐〈コンラート・ファイト〉）※NET版
- 帰らざる河（サム・ベンソン〈ダグラス・スペンサー〉）
- 眼下の敵（軍医〈ラッセル・コリンズ〉）※フジテレビ版
- 巨大なる戦線 / ザ・ビッグ・バトル（従軍記者〈ジョン・ヒューストン〉）
- 暗闇にベルが鳴る（ハリスン〈ジェームズ・エドモンド〉）※フジテレビ版（BD収録）
- ゲシュタポ・ナチ死霊軍団/カリブゾンビ（ベン船長〈ジョン・キャラダイン〉）
- ケープタウン
- 荒野の墓標（ビル・マウンター〈ルーイ・インダニ〉）
- 荒野の用心棒（ドン・ミゲル・ロホス〈アントニオ・プリエト〉）※TBS新録版
- サムソンとデリラ
- サンフランシスコ大空港（男、整備士）
- サムライ（ウィーナー〈ミシェル・ボワロン〉）※NET版
- サブウェイ・パニック（ダニエルズ〈ジュリアス・W・ハリス〉）
- ジキル博士とハイド氏（チャールズ・エメリー卿〈ドナルド・クリスプ〉）
- 地獄のバスターズ（アドルフ・サックス〈ライムンド・ハームストロス〉[13]）※日本テレビ版
- ジャッカルの日（ロダン大佐〈エリック・ポーター〉）※日本テレビ版・テレビ朝日版（両版ともに思い出の復刻版ブルーレイに収録）
- ジュリア ※フジテレビ版
- 女王陛下の極秘作戦（マーチンの上司）
- 紳士は金髪がお好き（エズモンド・シニア〈テイラー・ホームズ〉）※フジテレビ版（HDリマスター版DVD収録）
- 史上最大の作戦（ゲルト・フォン・ルントシュテット元帥〈パウル・ハルトマン〉）※NET版
- スネーキーモンキー 蛇拳（ウェイ・ウー〈フォン・ギンマン）
- 大空港（D・O・ゲレーロ〈ヴァン・ヘフリン〉）※日本テレビ初回吹き替え版
- ダーティハリー3 ※テレビ朝日版
- 007シリーズ（Q〈デスモンド・リュウェリン〉）
  - 007 ゴールドフィンガー ※NET版
  - 007 ロシアより愛をこめて ※NET版
- 地球の頂上の島（代理商）※TBS版
- 地球最後の日（シドニー・スタントン〈ジョン・ホイト〉）
- チザム ※NET
- ドクター・モリスの島/フィッシュマン（マーヴィン〈ジョゼフ・コットン〉）
- ハウリング ※日本テレビ版
- ハリーとトント（ウェイド・カールトン〈アーサー・ハニカット〉）
- バトルクリーク・ブロー（モーガン〈デビッド・シェイナー〉）
- 叛逆者（ジェン〈ウィルフリッド・ハイド＝ホワイト〉）
- 媚薬
- ヒンデンブルグ（エミリオ・パジェッタ〈バージェス・メレディス〉）※日本テレビ版
- ピクニック ※NET版
- ブルース・リー 死亡の塔（高僧〈ロイ・チャオ〉）
- ヘルハウス（ルドルフ・ドイッチ〈ローランド・カルヴァー〉）
- ポパイ（1980年実写版)（プープデック提督〈レイ・ウォルストン〉）
- ナイル殺人事件
- ミッドウェイ（サッチ海軍少佐）※TBS版
- 燃える洞窟（アラビア人1）
- リトル・ロマンス（ジュリアス〈ローレンス・オリヴィエ〉）※ビデオ版
- ルートヴィヒ（ホフマン神父〈ゲルト・フレーベ〉）※関西テレビ版（BD収録）
- レイズ・ザ・タイタニック（デイル・バスビー将軍〈チャールズ・マコーレイ〉）
- ヨーク軍曹 ※NET版

#### ドラマ
- アウター・リミッツ（ハーシェル博士、ディーン・ラドクリフ〈エドワード・プラット〉、ゼノン星人6号、デヴィッド・ハント）
- 奥さまは魔女（取引先重役、ウルフ社長 他）※第8・19・79・233話
- 警察署長
- 刑事コジャック ※第95話
- 刑事コロンボシリーズ
  - 祝砲の挽歌（ジョージ・クレイマー刑事〈初代〉〈ブルース・カービー〉）
  - 二つの顔（クリフォード・パリス〈ポール・スチュワート〉）
  - 5時30分の目撃者（ジョージ・クレイマー刑事〈初代〉〈ブルース・カービー〉）
  - 権力の墓穴 （宝石商ウェクスラー〈エリック・クリスマス〉）
  - 仮面の男（ジョージ・クレイマー刑事〈初代〉〈ブルース・カービー〉）
  - さらば提督（ジョージ・クレイマー刑事〈初代〉〈ブルース・カービー〉）
  - 意識の下の映像（ノリスの友人、刑事）
  - 秒読みの殺人（テレビの修理屋〈ブルース・カービー〉）
- こちらブルームーン探偵社「虹の橋のたもとに」
- 猿の惑星
- 人造人間クエスター（ゴルロフ博士〈ルーベン・シンガー〉）
- スパイ大作戦
  - 売国奴を粛清せよ（フロント）
  - 黒の壊滅命令（ウェインの弁護士）
  - 毒には毒をもて!（ガント）
  - スパイ狩り（工場の作業員）
  - 毒ガス! 全市滅亡の危機（所長）
  - 死を呼ぶカード（スコット）
- 電撃スパイ作戦 #13（艦長）、#28（レッドナイフ、委員長）
- 逃亡者　#6 「小さな魔女」（委員長）、#108 「許されざるもの」（アレックス　"パット" パットン〈ジャック・ウォーデン〉）
- 特捜班CI-5 ※第31・45話
- 特攻ギャリソンゴリラ #21（ウィンフェア大佐〈パトリック・ノールズ〉）
- プリズナーNo.6（評議選考委員、No.245）※第6・10話
- ミステリーゾーン（クリストフォロス、ボルトン医師）
- ロックフォードの事件メモ

#### アニメ
- スパイダーマン（ハエ男B / リー・パターソン）※ローカル局版

#### 人形劇
- 海底大戦争 スティングレイ
  - 無敵戦艦ケチラス号（WASP長官）
  - 射て! 百万メガトンミサイル（WASP長官）
- ジョー90
  - 北極のミサイル回収（ウィリアム・ケルヴィン博士）
  - 身代り王子（ヴィツァー）
- スーパーカー 海底のスパイ基地